# Taramasalata
Taramasalata nebo taramosalata, řecky ταραμοσαλάτα, je studená pochoutka řecké a turecké kuchyně, připravovaná z rybích jiker (taramas znamená jikry a salata salát).
Základní surovinou jsou uzené nebo nasolené jikry z mořských ryb (treska, cípal), ve vnitrozemí se místo nich používá kapr obecný. Ty se rozmixují se střídkou bílého chleba namočenou ve vodě, drobně nasekanou cibulí, mořskou solí, olivovým olejem a citronovou šťávou na hladkou pastu. Existují obměny receptu, v nichž se používá bramborová kaše (taramosalata me patata), smetana, mandle, česnek kuchyňský, koření a různé zelené bylinky. Pokrm má šedou až béžovou, jemně narůžovělou barvu. Taramasalata prodávaná v obchodech (zpravidla v tubách) bývá uměle obarvena na jasně růžovou.
Taramasalata se podává jako pomazánka na pečivo nebo jako dip k zelenině. Bývá součástí slavnostního stolu mezedes, zejména při hostině na Čisté pondělí (začátek velkého půstu před pravoslavnými Velikonocemi).
Lokální variantou je rumunský salată de icre a bulharský chajvar, do kterých se místo olivového dává slunečnicový olej. V pomazánce fasole bătută jsou jikry nahrazeny vařenými fazolemi.